# 釜山-金海轻电铁1000系电力动车组
釜山-金海轻电铁1000系电力动车组（：／）是釜山-金海轻电铁株式会社的一款通勤型电力动车组，在釜山-金海轻电铁运营。

## 概况
1000系电力动车组是釜山-金海轻电铁的列车，由现代Rotem于2009年（生产车辆编号为101-112）至2010年（生产车辆编号为113-125）负责生产，在2011年9月16日正式投入使用。运行于釜山-金海轻电铁全区间。列车客室车门为電動内崁式门，每节车厢共2对车门，目前均为2辆编组。列车全部配属于神明车辆基地，列车在运营时采用无人驾驶方式。

## 编组
| 車廂編號 | 1        | 2        |
| 集電靴   | 有       | 有       |
| 形式區分 | 11XX (M) | 12XX (M) |
| 其他設備 |          |          |
| 車輛重量 | 23.3t    | 23.3t    |
| 載客量   | 152人    | 152人    |